# Kostrogaj (Płock)
Kostrogaj – jedno z dwóch osiedli przemysłowych Płocka. Osiedle nie posiada stałej ludności. Znajduje się tu wiele zakładów przemysłowych, m.in. Zakłady Drobiarskie EXDROB (pierwotnie Zakłady Jajczarsko-Drobiarskie, posiadające zakład wylęgowy i brojlernię, prowadzące skup jaj i drobiu; później pod nazwą SADROB), Państwowa Straż Pożarna, zajezdnia Komunikacji Miejskiej Płock, Powiatowy Urząd Pracy, Poczta Polska, piekarnia mechaniczna PSS Zgoda. Osiedle powstało na terenie wsi Kostrogaj, której część została przyłączona do miasta 12 września 1953 roku.
Na terenie Kostrogaju (przy ul. Bielskiej 55) znajdowały się Zakłady Mięsne Płock S.A., działające nieprzerwanie od 1936 roku. Były jedyną państwową firmą tej branży w Polsce. Spółka specjalizowała się w produkcji przetwórczej (wędliny, konserwy i smalec) oraz uboju trzody chlewnej i bydła. Zakłady istniały do roku 2008.
Na osiedlu, przy ul. Tysiąclecia 2, miało także swoją siedzibę Płockie Przedsiębiorstwo Robót Mostowych S.A. Przedsiębiorstwo istniało w latach 1945–2008 i specjalizowało się w inżynierii lądowej. Obecnie w tym miejscu znajduje się Centrum Handlowe Atrium Mosty.
Ponadto istniały tu Zakład Stolarki Budowlanej oraz Zakłady Przetwórstwa Owocowo-Warzywnego (produkcja soków, kompotów i koncentratów oraz konserw warzywnych i fasolowych, dżemów, nektarów i napojów gazowanych).

## Komunikacja
- ul. Przemysłowa /do pętli Kostrogaj/ – dojazd autobusami linii: 7, 20
- ul. Przemysłowa /do Zajezdni KM/ – dojazd autobusami linii: 37, N1
- ul. Kostrogaj – dojazd autobusami linii: 4, 24
- ul. Wiadukt – dojazd autobusami linii: 4, 24, 37